# 泪腺

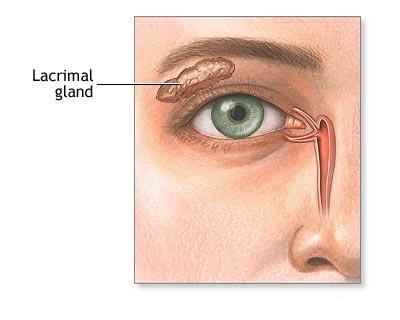
淚腺，如圖片中文字lacrimal gland所示(來源medlineplus)

泪腺又称泪泉，是泪器的一部分，位于眶上壁前外侧部的泪腺窝内。
泪腺的功能是分泌泪液，它有10~20条排泄管开口于结膜上穹的外侧部。

## 参阅
泪道
1. ↑  雲端中醫開發團隊. . 雲端中醫養生.   [2025-04-30].